# Ayoe (pigenavn)
Ayoe er et spansk pigenavn, og betyder "opdrager". Det betyder også "den vidunderlige" og stammer fra Indien. Plus Ayoe betyder "mor" på etiopisk.